# Morti nel 1489
| Questa pagina contiene informazioni ricavate automaticamente dalle voci biografiche con l'ausilio del template Bio e di un bot. L'aggiornamento è periodico e automatico e ricostruisce completamente la pagina. Se manca una persona in questa lista, sei pregato di non aggiungerla, ma accertati piuttosto che la sua voce biografica contenga il template Bio e che i dati anagrafici siano correttamente compilati. Se il template Bio manca, inseriscilo tu stesso o, in alternativa, metti l'avviso {{tmp\|Bio}} che ne segnala la mancanza. Se i dati riportati sono sbagliati, correggi direttamente la voce biografica; le modifiche saranno visibili in questa lista entro pochi giorni. Per chiarimenti vedi il progetto biografie. La lista contiene solo le 24 persone che sono citate nell'enciclopedia e per le quali è stato implementato correttamente il template Bio. Pagina aggiornata al 18 apr 2025. |

- 3 gennaio - Martin Truchseß von Wetzhausen, tedesco
- 6 aprile - Rao Jodha, sovrano (n. 1416)
- 26 aprile - Ashikaga Yoshihisa, militare giapponese (n. 1465)
- 28 aprile - Henry Percy, IV conte di Northumberland, nobile britannico (n. 1449)
- 3 maggio - Stanislao Casimiritano, presbitero e santo polacco (n. 1433)
- 28 maggio - Geronzio, scrittore e arcivescovo ortodosso russo
- 20 giugno - Georg Golser, vescovo cattolico tedesco
- 12 luglio - Bahlūl Lōdī, condottiero afghano
- 17 luglio - Francesco da Nardò, umanista e teologo italiano
- 19 luglio - Luigi I del Palatinato-Zweibrücken, nobile tedesco (n. 1424)
- 30 luglio - Anne Woodville, nobile inglese (n. 1438)
- 15 agosto - Marsilio Torelli, conte italiano
- 15 dicembre - Johann Beckenschlager, arcivescovo cattolico tedesco (n. 1435)
- 25 dicembre - Simon Marmion, pittore e miniatore francese (n. 1425)
- Benedetto Bembo, pittore e miniatore italiano
- Marco del Buono, pittore e ebanista italiano (n. 1402)
- Lodovico Fregoso, doge (n. 1415)
- Susanna Fontanarossa, italiana (n. 1435)
- Antonio Geraldini, umanista, poeta e presbitero italiano
- Margherita di Hohenzollern, principessa tedesca (n. 1449)
- Filippo Lupi, condottiero italiano
- Pietro Massimo, mercante italiano
- Antonio Pacini, umanista e letterato italiano
- Abū ʿAbd Allāh Yaʿīsh al-Umawī, matematico arabo